# Ramusella
Ramusella är ett släkte av kvalster som beskrevs av Hammer 1962. Ramusella ingår i familjen Oppiidae.

## Dottertaxa tillRamusella, i alfabetisk ordning[1][2]
- Ramusella aepyornis
- Ramusella alata
- Ramusella alejnicovae
- Ramusella alfonsii
- Ramusella ananthakrishni
- Ramusella anuncata
- Ramusella assimiloides
- Ramusella bagnalli
- Ramusella baichengensis
- Ramusella berninii
- Ramusella bicillata
- Ramusella blattarum
- Ramusella cavernalis
- Ramusella chulumaniensis
- Ramusella claudelionsi
- Ramusella clavipectinata
- Ramusella confusa
- Ramusella cordobensis
- Ramusella corniculata
- Ramusella crenata
- Ramusella curtipilus
- Ramusella debililamellata
- Ramusella defectuosa
- Ramusella eduardoi
- Ramusella elliptica
- Ramusella elmela
- Ramusella elongata
- Ramusella fasciata
- Ramusella filamentosa
- Ramusella filigera
- Ramusella flagellaris
- Ramusella furcata
- Ramusella fusiformis
- Ramusella golosovae
- Ramusella gyrata
- Ramusella hainardorum
- Ramusella hippy
- Ramusella humicola
- Ramusella incisiva
- Ramusella insculpta
- Ramusella japonica
- Ramusella junonis
- Ramusella krivolutskyi
- Ramusella luxtoni
- Ramusella lyroseta
- Ramusella merimna
- Ramusella mihelcici
- Ramusella neonominata
- Ramusella paillei
- Ramusella paolii
- Ramusella philippinensis
- Ramusella pinifera
- Ramusella pocsi
- Ramusella puertomonttensis
- Ramusella radiata
- Ramusella remota
- Ramusella remyi
- Ramusella rhinina
- Ramusella sengbuschi
- Ramusella sensiclavata
- Ramusella sheshanensis
- Ramusella soror
- Ramusella strinatii
- Ramusella subiasi
- Ramusella suciui
- Ramusella tasetata
- Ramusella terricola
- Ramusella translamellata
- Ramusella triancantha
- Ramusella varians